# Rio Branco (rivier)
De Rio Branco is een Braziliaanse rivier in de staat Roraima. Rio Branco betekent 'witte rivier' in het Portugees.
De rivier wordt gevormd door de samenvloeiing van de Tacutu en de Uraricoera, 30 km ten noorden van Boa Vista, hoofdstad van de staat in de vallei van de rivier en mondt uit in de Rio Negro in de staat Amazonas.
Haar hydrografisch bekken, deel van het bekken van de Rio Negro, is het belangrijkste van de regio. De rivier wordt overspannen door twee bruggen, de eerste in Boa Vista (haar verbindend met de gemeente Cantá, de brug van de Macuxi's in het noorden, 1200 m lang) en de tweede in Caracaraí in het midden van de staat, ongeveer 700 m lang.
De Rio Branco is over het algemeen onder invloed van de regentijd van april tot september en van de droge tijd van oktober tot maart. In de regentijd is de rivier gemakkelijk bevaarbaar vanaf de Rio Negro tot aan de stad Caracaraí. Voorbij deze stad is varen moeilijk vanwege de aanwezigheid van watervallen en stroomversnellingen, wat betekent dat van Boa Vista (ongeveer 130 km van Caracaraí) tot aan de samenvloeiing van de Tacutu met de Uraricoera navigatie mogelijk is gedurende de regentijd.

## Segmenten van de Rio Branco
De Rio Branco kan in drie segmenten verdeeld worden naargelang het type vegetatie:
- De Hoge Rio Branco: het tweede belangrijkste deel, begint bij de samenvloeiing van de Uraricoeira en de Tacutu, passeert Boa Vista en eindigt bij de waterval Bem Querer. De rivier is hier behoorlijk breed, maar weinig diep, vooral in de droge tijd, een tijd waarin er sprake is van een groot aantal banken of eilanden van zand; de vegetatie bestaat uit savanne gras en hier en daar een groepje palmen.
- De Midden-Rio Branco, het kortste segment: 24 km lang. Begint bij de waterval van Bem Querer en gaat tot het dorp Vista Alegre. Het is een overgangs gedeelte, met verschillende stroomversnellingen, wat haar onbevaarbaar maakt voor pontons met zware lading. De vegetatie vertoont ook een overgang van vegetaties die bestaan in het noorden en het zuiden van de staat met een overheersing van savanne gras, kreek-begroeiing, palmbossen van de Mauritiuspalm en algemene Amazonebegroeiing.
- De Lage Rio Branco: dit is het langste segment, met 388 km. Is deel van Vista Alegre en bedekt heel het midden-zuiden van Roraima tot aan de Rio Negro. De lage Rio Branco heeft het ecosysteem van het tropisch regenwoud, rijk aan biodiversiteit, een dichte en exuberante fauna en flora. Er zijn zure donkere oppervlaktewateren waarin sommige van de vreemdste soorten vissen ten behoeve van de sportvisserij, zoals de Tucunari(Cishla Fam Cichlidae).